# Strona A i strona B

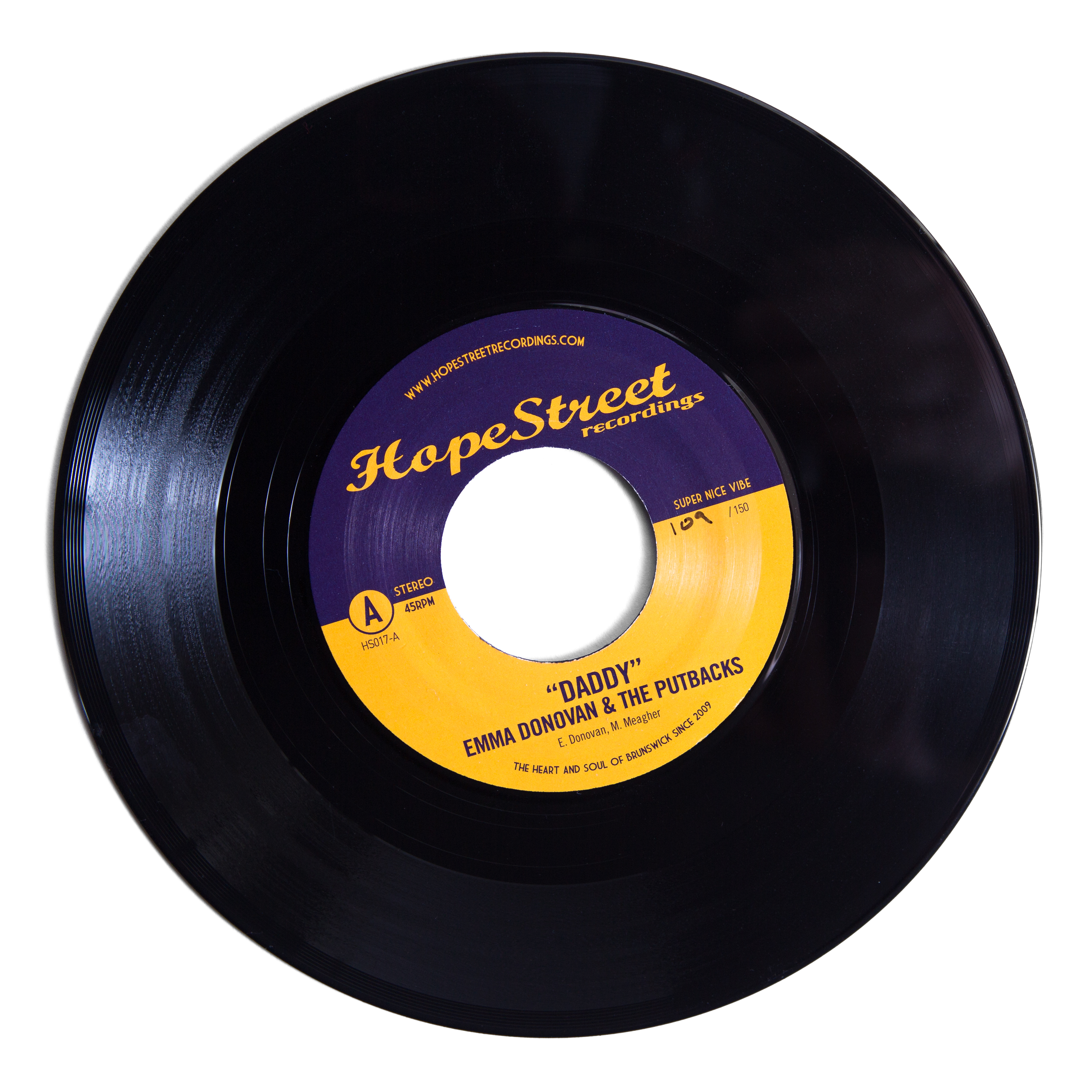
Strona A

Strona A i strona B (ang. A-side i B-side) – w nazewnictwie muzycznym odnoszą się do dwóch stron 7-calowej płyty gramofonowej, na której single nagrywane były już od lat 50. XX wieku. Nawiązują one do typów utworów umieszczanych na każdej ze stron: główna piosenka znajdowała się na stronie A, zaś strona B (nazywana też flipside) zawierała utwór mniej popularny (często nieobecny nawet na longplayach wykonawcy).

## Historia
Najwcześniejsze szelakowe płyty 10-calowe były jednostronne. Płyty dwustronne, zawierające po jednej piosence na każdej ze stron, zostały wprowadzone w Europie przez Columbia Records i do końca lat 1910 stały się normą tak na Starym Kontynencie, jak i w USA. Do lat 30. XX w. nie istniały jeszcze listy klasyfikujące utwory według popularności, więc podział na stronę A i B nie miał żadnego znaczenia.
W roku 1948 Columbia Records wprowadziła na rynek 10- i 12-calowe longplaye, jej rywal zaś – RCA Records – odpowiedział rok później wypuszczeniem 7-calowej płyty o zmniejszonej z 78 do 45 liczbie obrotów na minutę. Termin „singiel” stał się popularny na początku lat 50., kiedy pojawiły się krążki winylowe, zrobione z polichlorku winylu (PVC). Brak wyraźnego podziału na stronę A i B sprawił, że wielu ówczesnych artystów nagrało tzw. „dwustronne hity”, gdzie obie piosenki z singla zajęły wysokie pozycje na listach przebojów.
Z czasem zmieniło się podejście do przypisywania stron utworom. Gdy single 45-obrotowe zdominowały rynek, wytwórnie płytowe zaczęły promować utwory zawarte na stronach A. W roku 1968 liczba nagrywanych albumów przewyższyła produkcję singli, toteż strony B stały się miejscem umieszczania piosenek nienadających się na płytę, „nieradiowych” lub instrumentalnych. Do początku lat 90. „dwustronne hity” stały się rzadkością.
Wraz z pojawieniem się kaset magnetofonowych i płyt kompaktowych, znów zatarła się różnica między stronami A i B singla. Wprawdzie na początku single w wersji kasetowej zawierały po jednej piosence na każdej ze stron kasety, co nie zmieniało w żaden sposób znanego z płyt winylowych układu, jednak w ostateczności bardziej popularne stały się maxi-single zawierające więcej niż 2 utwory. W momencie zastąpienia kaset płytami CD podział na strony praktycznie znikł, pozostając jedynie w świadomości ludzkiej; termin „strona B” jest wciąż używany do określenia tzw. utworów dodatkowych (bonusowych).
Pojawienie się możliwości legalnego ściągania plików z Internetu spowodowało znaczny spadek sprzedaży singli na CD, co jeszcze bardziej zmniejszyło popularność terminu strona B. Utwory niezawarte na płytach są dostępne na równi z tymi „albumowymi”, oznaczone jedynie jako „niewydane”, „niealbumowe” lub „rzadkie”.
Niektóre wytwórnie płytowe używały nazwy „Strona 1” i „Strona 2” zamiast oznaczeń A i B.

### Dzisiejsze użycie
Dziś, gdy single wydawane są zazwyczaj na CD lub w postaci cyfrowej, „strona B” określa najczęściej utwór niezawarty na żadnym EP ani LP.

## Znaczenie
Utwory wydawane na stronach B można podzielić na kilka głównych grup:
- inna wersja ze strony A (np. instrumentalna, a cappella, koncertowa, akustyczna, remiksowana bądź w innej wersji językowej),
- inny utwór z tego samego albumu, którego wytwórnia nie chce wydać jako odrębny singel,
- utwór uznany za zbyt słaby, aby mógł znaleźć się na płycie,
- utwór stylistycznie niepasujący do albumu,
- utwór ukończony już po wydaniu albumu,
- cover (znanej) piosenki,
- inna wersja utworu z albumu.

W latach 60. i 70. w gatunkach takich jak soul, funk i R&B popularne było dzielenie utworów na 2 części, zamieszczane potem na 2 stronach płyty. Za przykład służyć mogą np. „Shout” zespołu Isley Brothers, jak i pewna liczba nagrań Jamesa Browna, m.in. „Papa’s Got a Brand New Bag”, „Say It Loud – I’m Black and I’m Proud” i „Mother Popcorn”. Część 1. miała być hitem radiowym, podczas gdy część 2 była jego kontynuacją. Metoda ta została porzucona wraz z pojawieniem się 12-calowych singli pod koniec lat 70.
Od kiedy obie strony singla otrzymywały jednakowe tantiemy, niektórzy kompozytorzy umieszczali swoje utwory na stronach B znanych artystów, dorabiając się pokaźnych fortun. Nazwano taką działalność „flipside’owym oszustwem” (ang. flipside racket).
Kilkakrotnie zdarzyło się, że strona B stała się bardziej popularna niż strona A. Wówczas strona B stawała się w pewnym sensie stroną A – jako preferowaną przez publiczność. Oto przykłady:
- ABBA: „Eagle” / „Thank You for the Music”
- Jimmy Dean: „I Won’t Go Huntin’ with You Jake” / „Big Bad John”
- The Who: „Dogs” / „Call Me Lightning”
- Deee-Lite: „What Is Love?” / „Groove Is in the Heart”
- Frankie Ford: „Roberta” / „Sea Cruise”
- Gloria Gaynor: „Substitute” / „I Will Survive”
- Bill Haley & His Comets: „Thirteen Women” / „Rock Around the Clock”
- Bob Lind: „Cheryl’s Goin’ Home” / „Elusive Butterfly”
- Madonna: „Angel” / „Into the Groove”
- Paul McCartney: „Coming Up”/„Coming Up (Live in Glasgow)”
- Nelly: „Flap Ya Wings” / „My Place”
- Pink Floyd: „Point Me at the Sky” / „Careful with That Axe, Eugene”
- Righteous Brothers: „Stuck on You” / „Unchained Melody”
- The Rolling Stones: „Let’s Spend the Night Together” / „Ruby Tuesday”
- Rod Stewart: „Reason to Believe” / „Maggie May”
- The Spinners: „How Could I Let You Get Away” / „I’ll Be Around”
- The Stone Roses: „What the World Is Waiting For” / „Fools Gold”
- Gene Vincent: „Woman Love” / „Be-Bop-A-Lula”
- The Five Satins: „The Jones Girl” / „In the Still of the Nite”
- Bobbie Gentry: „Mississippi Delta” / „Ode to Billie Joe”
- U2: „A Celebration” / „Trash, Trampoline and the Party Girl” (znane również jako „Party Girl”)

Zdecydowanie rzadziej obie strony singla stawały się hitami, np.:
- Queen: „We Are the Champions” / „We Will Rock You” (zazwyczaj grane przez stacje radiowe jako jeden utwór)
- Robbie Williams: „Eternity / Road to Mandalay”
- The Beatles: „Penny Lane” / „Strawberry Fields Forever”
- Boney M.: „Rivers of Babylon” / „Brown Girl in the Ring”
- Cream: „Strange Brew” / „Tales of Brave Ulysses”
- Carole King: „It’s Too Late” / „I Feel the Earth Move”
- Fats Domino: „I Wanna Walk You Home” / „Walking to New Orleans” (co najmniej 22 single Domino zawierały strony A i B sklasyfikowane na listach, co daje łącznie 44 piosenki)
- Elvis Presley: „Don’t Be Cruel” / „Hound Dog”
- Kiss: „Detroit Rock City” / „Beth”
- Paula Abdul: „Straight Up” / „Cold Hearted”
- Daddy Cool: „Eagle Rock” / „Bom Bom”
- Deftones: „Pink Maggit” / „Back to School (Mini Maggit)”
- Pearl Jam: „Jeremy” / „Yellow Ledbetter”

## Podwójne strony A

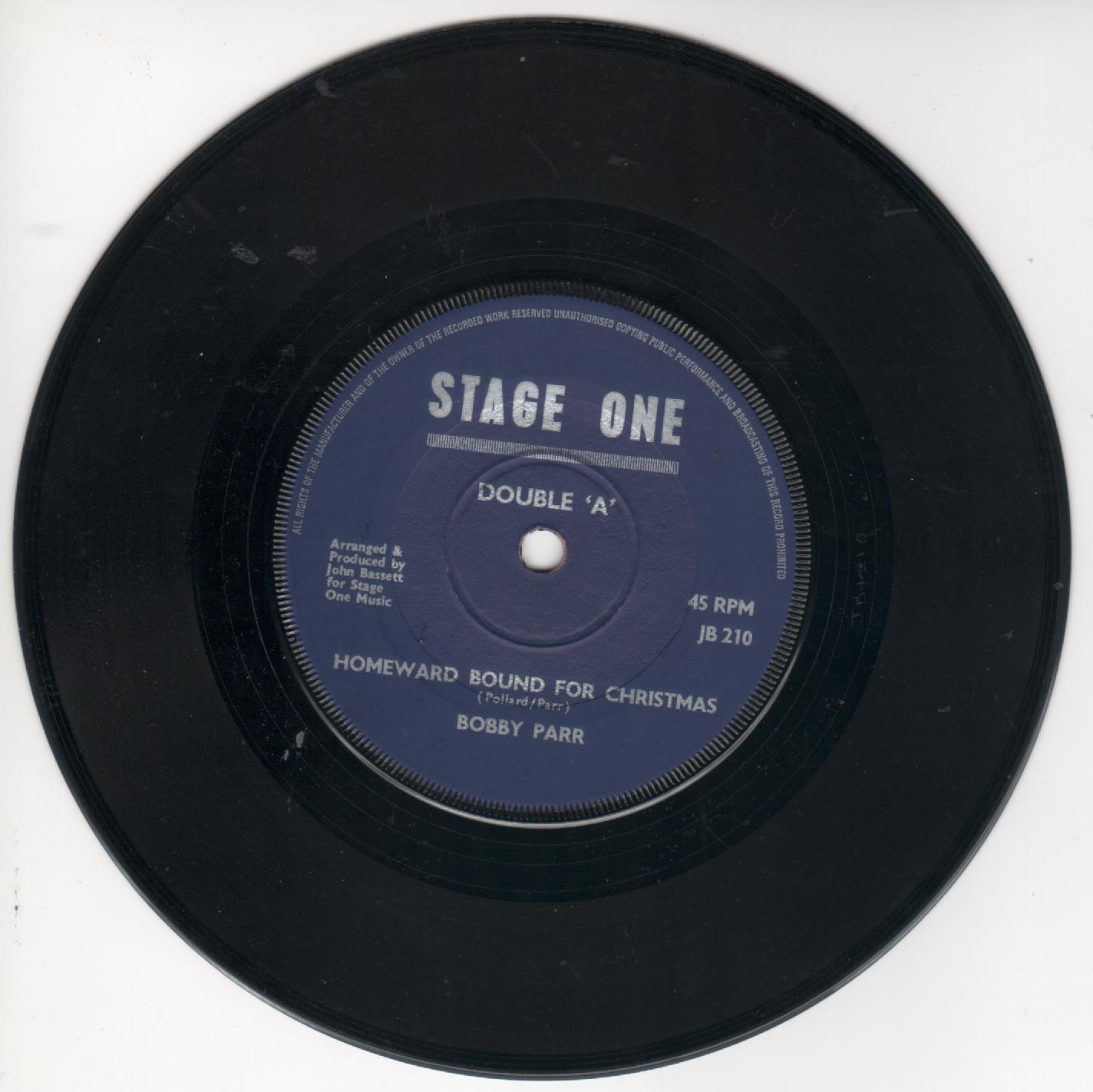
Podwójna strona A

„Podwójna strona A” (AA) to singel z dwiema głównymi piosenkami zamiast – jak bywa najczęściej – z jedną główną oraz jedną drugoplanową. Jak wiele innych innowacji w dziedzinie muzyki także tę wprowadzili The Beatles w 1965 roku na singlu zawierającym utwory „Rubber Soul” i „Day Tripper” na stronie A i piosenkę „We Can Work It Out” na stronie B po tym, jak uznali obie piosenki za równie dobre muzycznie i nie chcieli żadnej z nich nadawać statusu strony B.
Mimo że niektóre nagrania wcześniejsze niż wyżej wymienione również mogłyby być uznane za podwójne strony A, na przykład singel Presleya „Don’t Be Cruel” / „Hound Dog”, jednak nie było to zamierzone, ponieważ obie strony stały się hitami niezależnie od siebie. Poza tym w oryginalnym wydaniu „Hound Dog” znajdował się na stronie B tego singla.

### Inne przykłady podwójnych stron A
- „Penny Lane” / „Strawberry Fields Forever” – The Beatles
- „Something” / „Come Together” – The Beatles
- „We Are the Champions” / „We Will Rock You” – Queen (1977)
- „Rivers of Babylon” / „Brown Girl in the Ring” – Boney M. (1978)
- „Confusion” / „Last Train To London” – Electric Light Orchestra (1979)
- „Fools Gold” / „What the World Is Waiting For” – The Stone Roses (1989)
- „Bohemian Rhapsody”/„These Are the Days of Our Lives” – Queen (1991)
- „All Apologies / Rape Me” – Nirvana
- „Helicon 1” / „Helicon 2” – Mogwai (1997)
- „Titanic”/„To You” – I Am Kloot (1999)
- „Twist”/„86 TV’s” – I Am Kloot (2000)
- „Joy.Discovery.Invention” / „Toys, Toys, Toys, Choke, Toys, Toys, Toys” – Biffy Clyro (2002)
- „Dead Star/In Your World” – Muse (2002)
- „Pts.Of.Athrty” / „H! Vltg3”, – Linkin Park (2002)
- „Heart Like a Wheel” / „Old Town” – The Corrs (2005)
- „Kids With Guns” / „El Mañana” – Gorillaz (2006)
- „Baby’s Coming Back” / „Transylvania” – McFly (2007)

## Podwójne strony B
Czasami grupy wydają single zawierające 2 strony B. Wśród przykładów wymienić można chociażby „Styrafoam” / „Texas Chainsaw Massacre Boogie” grupy The Tyla Gang (1976) i „Reasons to Be Miserable” / „Marvin I Love You” zespołu Marvin the Paranoid Android (1981).
„Everybodys Jesus” to podwójna strona B wydana przez australijską grupę hiphopową Butterfingers (2005). Jego wersja CD zawierała utwory „Jesus I Was Evil” i „Everybody’s Ugly”, zawarte później na albumie The Deeper You Dig (2006).
Singel „Don’t Cry Wolf” / „One Way Love” zespołu The Damned (1977) nazwany został „Podwójną stroną D”.

## Zabawne strony B
Wydany w 1988 roku singel „Stutter Rap (No Sleep 'Til Bedtime)” parodiującego zespołu Morris Minor and the Majors zawierał na stronie B piosenkę nazwaną „Another Boring B-side” (Kolejna nudna strona B). Tekst mówi o tym, jak zespół siedzi w studiu nagrywając 3 minuty muzyki po to, aby wypełnić stronę B jak najmniejszym nakładem sił i jak najszybciej udać się do domu.
Podobnie zespół Bad News nagrał wideoklip na stronie B wersji VHS singla Bohemian Rhapsody. The B-side Every Mistake Imaginable pokazuje muzyków dyskutujących o tym, że muszą nagrać dodatkowe 3 minuty materiału filmowego na singel tak, aby mógł on znaleźć się na liście przebojów.
„The Bears” zespołu The Fastest Group Alive z 1966 wydany został wraz z utworem „Beside”, którego tekst składał się z powtórzeń wersu „It’s cotton picking time in the valley” („To czas zbierania bawełny w dolinie”).
Singel Johna Safrana z roku 1997 zatytułowany (Not The) Sunscreen Song zawierał 2 strony B nazwane Ścieżka 2 i Ścieżka 3.